# Abel (hố)

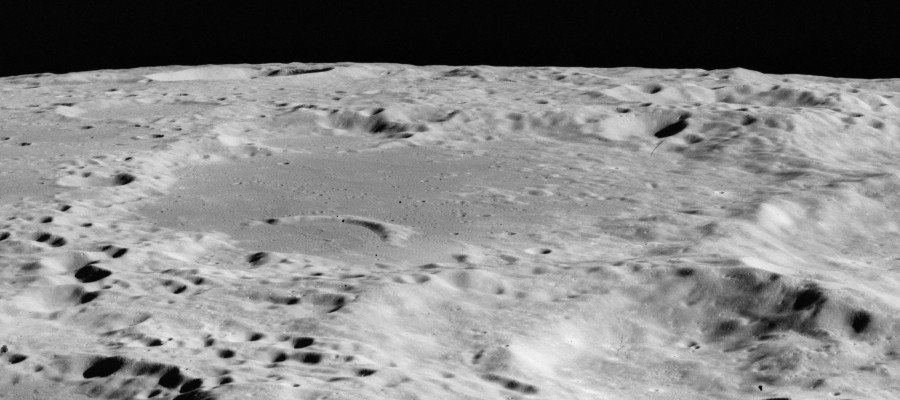
Hình nhìn gần hướng vể phía nam từ Apollo 15

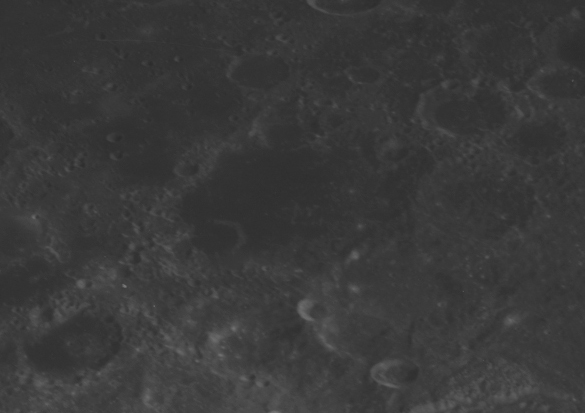
Hình nhìn gần từ Apollo 14

Abel là một hố Mặt Trăng cổ đại (hố va chạm) nằm ở vùng rìa phía đông nam của Mặt Trăng. Hố nằm ở phía nam của hố Barnard, và phía rìa tây bắc của biển Mare Australe.
Vành hố Abel bị xói mòn nặng và mất đi hình dạng, hình thành một hình giống đa giác. Hố bị ảnh hưởng bởi va chạm trong quá khứ. Hố vệ tinh Abel A chồng lên vành phía nam, trong khi hố Abel M và Abel L chồng lên ở vành phía tây.
Thềm hố phía đông của Abel đã được trồi lên bề mặt bởi dòng chảy dung nham trong quá khứ, tạo nên bề mặt mượt, bằng phẳng với suất phản chiếu thấp. Một vài vành của các hố nhỏ hơn nhô ra ở tường phía đông bắc của hố. Thềm hố phía tây gồ ghề hơn và có suất phản chiếu chung với bề mặt xung quanh.
Hố được đặt tên theo sau nhà toán học người Na Uy Niels Henrik Abel.

## Hố vệ tinh
Theo quy ước, những tính chất này được xác định trên bản đồ bằng cách đặt từng chữ cái là tâm của các hố vệ tinh gần với Abel nhất.
| Abel | Vĩ độ   | Kinh độ | Đường kính |
| ---- | ------- | ------- | ---------- |
| A    | 36.6° N | 86.0° Đ | 19 km      |
| B    | 36.7° N | 82.8° Đ | 41 km      |
| C    | 36.0° N | 81.0° Đ | 31 km      |
| D    | 37.7° N | 87.7° Đ | 30 km      |
| E    | 37.8° N | 86.5° Đ | 13 km      |
| J    | 35.5° N | 79.0° Đ | 11 km      |
| K    | 35.0° N | 77.2° Đ | 9 km       |
| L    | 34.4° N | 82.6° Đ | 67 km      |
| M    | 32.2° N | 83.6° Đ | 81 km      |